# Liste des évêques de Nole
Cette liste recense les évêques qui se sont succédé à la tête du diocèse de Nole du IIe siècle à aujourd'hui.

## Évêques
- Saint Felix de Nole
- Saint Maxime
- Saint Quint
- Saint Calion
- Anonyme
- Saint Aurélien
- Saint Ruf
- Saint Laurent
- Saint Patrice
- Saint Prisque
- Saint Gorgon
- Quodvultdeus
- Saint Maxime
- Saint Quint
- Paul (~403-~409)
- Saint Paulin de Nole (410-431)
- Saint Paulin II (431-442)
- Saint Adéodat
- Saint Félix II (?-484)
- Jean Ier d'Alexandrie (484-~)
- Théodose (?-490)
- Serenus (494-501)
- Benigne
- Serenus II
- Priscque (?-523)
- Saint Paulin III
- Musonius (?-535)
- Léon I (~535-547)
- Jean II
- Senat
- Basile
- Gaudence (594-595)
- Léon II
- Damase
- Aurèle (680)
- Léon III
- Bernard
- Pierre
- Lupin
- Landon
- Jacques I
- Jean II
- Léon III (896-911)
- Jean III (940-948)
- Stéphane (965-973)
- Sixte (986)
- Sason (1080-1093)
- Guillaume (1105-1123)
- Pagan (1136)
- Barthélemy (1143)
- Robert (1158-1173)
- Ruffin (1173-1175)
- Bernard (1175-1190)
- Marino (1202)
- Pierre II (1215-1225)
- Marc Perrone (1225-1236)
- Pierre III (1239-1256)
- Jean (1261-1286)
- Francesco Fontana (1289-1296) nommé archevêque de Milan
- Leone de Simone (1442-1469)
- Orlando Orsini (1475-1503)
- Gianfrancesco Bruno (1505-1549)
- Antonio Scarampi (1549-1569) nommé évêque de Lodi
- Filippo Spinola (1569-1585)
- Fabrizio Gallo (1585-1614)
- Giovanni Battista Lancellotti (1615-1656)
- Francesco Gonzaga, C.R (1657-1673)
- Filippo Cesarini (1674-1683)
- Francesco Maria Moles, C.R (1684-1695)
- Daniele Scoppa, O. Carm (1695-1703)
- Francesco Maria Federico Carafa, C.R (1704-1737)
- Troiano Caracciolo del Sole (1738-1764)
- Nicola Sanchez de Luna (1764-1768)
- Filippo López y Rojo, C.R (1768-1793) nommé archevêque de Palerme
- Giovanni Vincenzo Monforte (1798-1802) nommé archevêque de Naples
- Vincenzo Torrusio (1804-1823)
- Nicola Coppola C.O (1823-1828)
- Gennaro Pasca (1828-1855)
- Giuseppe Formisano (1855-1890)
- Agnello Renzullo (1890-1924)
- Egisto Domenico Melchiori (1924-1934) nommé évêque de Tortone
- Michele Raffaele Camerlengo, O.F.M (1935-1951)
- Adolfo Binni (1952-1971)
- Guerino Grimaldi (1971-1982) nommé coadjuteur de l'archevêque de Salerne
- Giuseppe Costanzo (1982-1989) nommé archevêque de Syracuse
- Umberto Tramma (1990-1999) nommé au conseil pontifical pour les textes législatifs
- Beniamino Depalma, C.M (1999-2016)
- Francesco Marino (2016- )

## Sources
- Fiche du diocèse sur catholic-hierarchy.org